# Babinskaia formosa
Babinskaia formosa là một loài côn trùng trong họ Babinskaiidae thuộc bộ Neuroptera. Loài này được Martins-Neto & Vulcano miêu tả năm 1989.